# Castelnau-Montratier
Castelnau-Montratier è un comune francese di 1 952 abitanti situato nel dipartimento del Lot nella regione dell'Occitania.

## Società

### Evoluzione demografica
Abitanti censiti